# Silvia Dionisio
Silvia Dionisio, född 28 september 1951 i Rom, är en italiensk fotomodell och skådespelerska.

## Roller i urval
- 1965 – Darling
- 1967 – Den stora semestern
- 1969 – Unge herr Casanova
- 1971 – Robin Hood
- 1975 – Blood for Dracula
- 1975 – Det gamla gänget
- 1975 – Una ondata di piacere
- 1976 – Iskalla typer på heta bågar